# Сапиро, Жизель
Жизель Сапиро́ (фр. Gisèle Sapiro, 22 июня 1965) — французский социолог.

## Биография
Бакалавр и магистр искусств Тель-Авивского университета. В 1994 защитила докторскую диссертацию в Высшей школе социальных наук (научный руководитель — Пьер Бурдье). Руководитель исследовательского направления в Национальном центре научных исследований. Возглавляет Европейский Центр социологии и политологии в Сорбонне. Приглашенный профессор университетов ФРГ (Фрайбург), Канады (Квебек), Испании, Израиля (Тель-Авив), США (Нью-Йорк).
Входит в редакционный совет журналов Actes de la recherche en sciences sociales, Le Mouvement social.

## Научные интересы
Социология интеллектуальной жизни, литературы и перевода, печатных коммуникаций.

## Основные публикации
- Война писателей, 1940—1953/ La Guerre des écrivains, 1940—1953 (Fayard, 1999)
- Translatio. Рынок переводов во Франции в эпоху мондиализации/ Translatio. Le Marché de la traduction en France à l’heure de la mondialisation (CNRS, 2008, ответственный редактор)
- L’Espace intellectuel en Europe (La Découverte, 2009, ответственный редактор).
- Ответственность писателя. Литература, право и мораль во Франции XIX—XXI вв./ La Responsabilité de l'écrivain. Littérature, droit et morale en France, XIXe-XXIe siècle (Seuil, 2011)
- Перевод литературы и гуманитарии: условия и препятствия/ Traduire la littérature et les sciences humaines: conditions et obstacles/ Gisèle Sapiro, ed. Paris: Ministère de la culture et de la communication, Département des études, de la prospective et des statistiques (DEPS), 2012.
- Литературный перевод как объект социологии (фр.)

## Публикации на русском языке
- Французское поле литературы: структура, динамика и формы политизации // Журнал социологии и социальной антропологии, 2004. — Том VII. — № 5. — С. 126—143.
- О применении категорий «правые» и «левые» в литературном поле // Республика словесности. Франция в мировой интеллектуальной культуре / Отв. Ред. С. Н. Зенкин. М.: Новое литературное обозрение, 2005, с. 294—334

## Признание
- Бронзовая медаль Национального центра научных исследований (2000).

Её труды переведены на многие языки, включая японский.